# Campeonato Panamericano de Balonmano Masculino de 2018
El XVIII Campeonato Panamericano de Balonmano Masculino se celebró en Nuuk entre el 16 y el 24 de junio de 2018, bajo la organización de la Federación Panamericana de Handball (PATHF).
La sede fue el Inussivik, en Nuuk.
Un total de once selecciones nacionales compitieron por tres plazas para el Mundial 2019, que tendrá lugar en Dinamarca y Alemania en enero de 2019.

## Clasificados
Además del anfitrión, Groenlandia, por América del Norte están presentes los seleccionados de Canadá, Cuba y Puerto Rico. Centroamérica es representada por Guatemala, mientras que por América del Sur juegan Colombia, Uruguay, Perú y Paraguay. Clasificaron automáticamente Brasil, Argentina y Chile.
| País        | Clasificado por                        |
| ----------- | -------------------------------------- |
| Brasil      | Último campeón del Torneo Panamericano |
| Chile       | 2.º en el último Torneo Panamericano   |
| Argentina   | 3.º en el último Torneo Panamericano   |
| Uruguay     | Plaza para América del Sur             |
| Paraguay    | Plaza para América del Sur             |
| Colombia    | Plaza para América del Sur             |
| Perú        | Plaza para América del Sur             |
| Guatemala   | Plaza para Centroamérica               |
| Cuba        | Plaza para América del Norte           |
| Groenlandia | Anfitrión                              |
| Canadá      | Plaza para América del Norte           |
| Puerto Rico | Plaza para América del Norte           |

## Sede
La sede del campeonato es Inussivik, en Nuuk. El hall cuenta con capacidad para 2.000 personas.
| Nuuk            |
| --------------- |
| Inussivik       |
| Capacidad: 2000 |
|                 |

## Sorteo
Se llevó a cabo el 14 de abril en la Ciudad de Buenos Aires. Los equipos quedaron divididos en dos grupos de seis.

## Grupos
| Grupo A     | Grupo B     |
| ----------- | ----------- |
| Chile       | Brasil      |
| Argentina   | Uruguay     |
| Cuba        | Groenlandia |
| Puerto Rico | Canadá      |
| Guatemala   | Colombia    |
| Perú        | Paraguay    |

### Grupo A
| Equipo      | PTS | J | G | E | P | GF  | GC  | DG   |
| ----------- | --- | - | - | - | - | --- | --- | ---- |
| Argentina   | 8   | 4 | 4 | 0 | 0 | 168 | 54  | +114 |
| Chile       | 6   | 4 | 3 | 0 | 1 | 126 | 77  | +49  |
| Puerto Rico | 4   | 4 | 2 | 0 | 2 | 106 | 121 | -15  |
| Guatemala   | 2   | 4 | 1 | 0 | 3 | 76  | 151 | -75  |
| Perú        | 0   | 4 | 0 | 0 | 4 | 72  | 145 | -73  |

#### Resultados
| Fecha      | Hora  | Partido     | Partido | Partido     | Resultado |
| ---------- | ----- | ----------- | ------- | ----------- | --------- |
| 16.06.2018 | 14:00 | Argentina   | -       | Perú        | 48-8      |
| 16.06.2018 | 18:00 | Chile       | -       | Puerto Rico | 33-26     |
| 17.06.2018 | 14:00 | Puerto Rico | -       | Argentina   | 18-42     |
| 17.06.2018 | 18:00 | Guatemala   | -       | Chile       | 14-39     |
| 18.06.2018 | 14:00 | Puerto Rico | -       | Guatemala   | 32-21     |
| 18.06.2018 | 18:00 | Chile       | -       | Perú        | 36-13     |
| 20.06.2018 | 10:00 | Argentina   | -       | Guatemala   | 54-10     |
| 20.06.2018 | 14:00 | Perú        | -       | Puerto Rico | 25-30     |
| 21.06.2018 | 10:00 | Guatemala   | -       | Perú        | 31-26     |
| 21.06.2018 | 18:00 | Chile       | -       | Argentina   | 18-24     |

### Grupo B
| Equipo      | PTS | J | G | E | P | GF  | GC  | DG  |
| ----------- | --- | - | - | - | - | --- | --- | --- |
| Brasil      | 10  | 5 | 5 | 0 | 0 | 195 | 96  | +99 |
| Groenlandia | 8   | 5 | 4 | 0 | 1 | 159 | 131 | +28 |
| Uruguay     | 6   | 5 | 3 | 0 | 2 | 136 | 137 | -1  |
| Canadá      | 4   | 5 | 2 | 0 | 3 | 107 | 141 | -38 |
| Colombia    | 2   | 5 | 1 | 0 | 4 | 116 | 150 | -34 |
| Paraguay    | 0   | 5 | 0 | 0 | 5 | 104 | 158 | -54 |

#### Resultados
| Fecha      | Hora  | Partido     | Partido | Partido     | Resultado |
| ---------- | ----- | ----------- | ------- | ----------- | --------- |
| 16.06.2018 | 12:00 | Uruguay     | -       | Paraguay    | 34-25     |
| 16.06.2018 | 16:00 | Brasil      | -       | Canadá      | 42-13     |
| 16.06.2018 | 20:30 | Groenlandia | -       | Colombia    | 35-24     |
| 17.06.2018 | 12:00 | Canadá      | -       | Uruguay     | 24-26     |
| 17.06.2018 | 16:00 | Colombia    | -       | Brasil      | 22-42     |
| 17.06.2018 | 20:00 | Paraguay    | -       | Groenlandia | 22-35     |
| 18.06.2018 | 12:00 | Canadá      | -       | Colombia    | 25-24     |
| 18.06.2018 | 16:00 | Brasil      | -       | Paraguay    | 40-14     |
| 18.06.2018 | 20:00 | Uruguay     | -       | Groenlandia | 29-31     |
| 20.06.2018 | 12:00 | Paraguay    | -       | Canadá      | 21-25     |
| 20.06.2018 | 16:00 | Uruguay     | -       | Colombia    | 26-22     |
| 20.06.2018 | 20:00 | Groenlandia | -       | Brasil      | 26-36     |
| 21.06.2018 | 12:00 | Colombia    | -       | Paraguay    | 24-22     |
| 21.06.2018 | 16:00 | Brasil      | -       | Uruguay     | 35-21     |
| 21.06.2018 | 20:00 | Groenlandia | -       | Canadá      | 32-20     |

## Fase final

### 5.º al 8.º puesto
|  | Cruces 5.º al 8.º puesto | Cruces 5.º al 8.º puesto | Cruces 5.º al 8.º puesto |         |        | Quinto puesto  | Quinto puesto  | Quinto puesto  |  |
|  |                          |                          |                          |         |        |                |                |                |  |
|  |                          |                          |                          |         |        |                |                |                |  |
|  | 3A                       | Puerto Rico              | 26                       |         |        |                |                |                |  |
|  | 3A                       | Puerto Rico              | 26                       |         |        |                |                |                |  |
|  | 4B                       | Canadá                   | 30                       |         |        |                |                |                |  |
|  | 4B                       | Canadá                   | 30                       |         | Canadá | Canadá         | 29             |                |  |
|  |                          |                          |                          |         | Canadá | Canadá         | 29             |                |  |
|  |                          |                          | Uruguay                  | Uruguay | 22     |                |                |                |  |
|  | 3B                       | Uruguay                  | Uruguay                  | Uruguay | 22     | 36             |                |                |  |
|  | 3B                       | Uruguay                  |                          |         |        | 36             |                |                |  |
|  | 4A                       | Guatemala                | 15                       |         |        | Séptimo puesto | Séptimo puesto | Séptimo puesto |  |
|  | 4A                       | Guatemala                | 15                       |         |        | Séptimo puesto | Séptimo puesto | Séptimo puesto |  |
|  |                          |                          |                          |         |        |                |                |                |  |
|  |                          |                          |                          |         |        | Puerto Rico    | Puerto Rico    | 32             |  |
|  |                          |                          |                          |         |        | Puerto Rico    | Puerto Rico    | 32             |  |
|  |                          |                          |                          |         |        | Guatemala      | Guatemala      | 20             |  |
|  |                          |                          |                          |         |        | Guatemala      | Guatemala      | 20             |  |
|  |                          |                          |                          |         |        |                |                |                |  |

#### Semifinales por el 5.º puesto
| Fecha      | Hora  | Partido     | Partido | Partido | Resultado |
| ---------- | ----- | ----------- | ------- | ------- | --------- |
| 23.06.2018 | 14:00 | Puerto Rico | -       | Canadá  | 26-30     |
| 23.06.2018 | 16:00 | Guatemala   | -       | Uruguay | 15-36     |

#### 9.º puesto
| Fecha      | Hora  | Partido | Partido | Partido  | Resultado |
| ---------- | ----- | ------- | ------- | -------- | --------- |
| 23.06.2018 | 12:00 | Perú    | -       | Colombia | 26-33     |

#### 7.º puesto
| Fecha      | Hora  | Partido     | Partido | Partido   | Resultado |
| ---------- | ----- | ----------- | ------- | --------- | --------- |
| 24.06.2018 | 10:00 | Puerto Rico | -       | Guatemala | 32-20     |

#### 5.º puesto
| Fecha      | Hora  | Partido | Partido | Partido | Resultado |
| ---------- | ----- | ------- | ------- | ------- | --------- |
| 24.06.2018 | 12:00 | Canadá  | -       | Uruguay | 29-22     |

### 1.º al 4.º puesto
|  | Semifinales | Semifinales | Semifinales |        |           | Final        | Final        | Final        |  |
|  |             |             |             |        |           |              |              |              |  |
|  |             |             |             |        |           |              |              |              |  |
|  | 1A          | Argentina   | 39          |        |           |              |              |              |  |
|  | 1A          | Argentina   | 39          |        |           |              |              |              |  |
|  | 2B          | Groenlandia | 17          |        |           |              |              |              |  |
|  | 2B          | Groenlandia | 17          |        | Argentina | Argentina    | 29           |              |  |
|  |             |             |             |        | Argentina | Argentina    | 29           |              |  |
|  |             |             | Brasil      | Brasil | 24        |              |              |              |  |
|  | 1B          | Brasil      | Brasil      | Brasil | 24        | 32           |              |              |  |
|  | 1B          | Brasil      |             |        |           | 32           |              |              |  |
|  | 2A          | Chile       | 24          |        |           | Tercer lugar | Tercer lugar | Tercer lugar |  |
|  | 2A          | Chile       | 24          |        |           | Tercer lugar | Tercer lugar | Tercer lugar |  |
|  |             |             |             |        |           |              |              |              |  |
|  |             |             |             |        |           | Groenlandia  | Groenlandia  | 36           |  |
|  |             |             |             |        |           | Groenlandia  | Groenlandia  | 36           |  |
|  |             |             |             |        |           | Chile        | Chile        | 39           |  |
|  |             |             |             |        |           | Chile        | Chile        | 39           |  |
|  |             |             |             |        |           |              |              |              |  |

#### Semifinales
| Fecha      | Hora  | Partido   | Partido | Partido     | Resultado                                                                                               |
| ---------- | ----- | --------- | ------- | ----------- | --- |
| 23.06.2018 | 18:00 | Chile     | -       | Brasil      | 24-32                                                                                                   |
| 23.06.2018 | 20:15 | Argentina | -       | Groenlandia | 39-17 (enlace roto disponible en Internet Archive; véase el historial, la primera versión y la última). |

#### Tercer puesto
| Fecha      | Hora  | Partido | Partido | Partido     | Resultado |
| ---------- | ----- | ------- | ------- | ----------- | --------- |
| 24.06.2018 | 14:00 | Chile   | -       | Groenlandia | 39-36     |

#### Final
| Fecha      | Hora  | Partido | Partido | Partido   | Resultado |
| ---------- | ----- | ------- | ------- | --------- | --------- |
| 24.06.2018 | 16:00 | Brasil  | -       | Argentina | 24-29     |

| Argentina            |
| Campeón              |
| Argentina 7.º título |

## Clasificación general
| Argentina      |
| Brasil         |
| Chile          |
| 4. Groenlandia |
| 5. Canadá      |
| 6. Uruguay     |
| 7. Puerto Rico |
| 8. Guatemala   |
| 9. Colombia    |
| 10. Perú       |
| 11. Paraguay   |

## Clasificados al Mundial 2019
| Bandera de Argentina | Bandera de Brasil | Bandera de Chile |
| Argentina            | Brasil            | Chile            |
| -------------------- | ----------------- | ---------------- |